# 麻野堅斗
麻野 堅斗（あさの けんと、2004年12月24日 - ）は、日本の男子バレーボール選手である。

## 来歴
滋賀県草津市出身。小学校入学時には身長が147cmあり、幼少の頃から際立って長身だった。両親ともバレーボール経験者で兄姉もバレーボールをしていたため、その影響で自身も小学2年生からバレーボールを始めた。身長は伸び続け、小学校卒業時は178cm、中学校卒業時には197cmになっていた。
中学時代に全国優勝を果たし、2020年、東山高等学校へ進学。全日本高等学校選手権大会（春高バレー）には毎年出場した。
2022年、高校3年時に日本代表登録メンバーに選出され、代表合宿に参加した。同年、全国高等学校総合体育大会（インターハイ）で優勝。第75回春の高校バレーではベスト4に入った。
2023年、早稲田大学へ進学。同年、ネーションズリーグの名古屋ラウンド（第1週）の日本代表登録選手14人に一度選出されたが、石川祐希が膝の感染症にかかった影響でアウトサイドヒッターを増やすこととなったため、直前になり登録メンバーから外れた。
2024年2月、日本バレーボール協会管轄のもと、石川祐希の所属するパワーバレー・ミラノの練習生となった。3月31日に帰国。
2025年、ワールドユニバーシティゲームズ日本代表に選出された。

## 人物
- デンソーエアリービーズに所属するバレーボール選手の麻野七奈未は姉である[16]。

## 球歴
- 日本代表（2022年 - ）
  - ネーションズリーグ - 2023年
- ユニバーシアード日本代表 - 2025年

## 受賞歴
- 2025年 - 第73回黒鷲旗 ベスト6

## 所属チーム
- 東山高等学校（2020年 - 2023年）
- 早稲田大学（2023年 - ）
  -  パワーバレー・ミラノ（練習生、2024年）